# اریک لا فلور
اریک لا فلور (به انگلیسی: Eric la Fleur) (زادهٔ ۱۱ دسامبر ۱۹۷۹) شناگر اهل سوئد است.